# Viên Ngộ Khắc Cần
Viên Ngộ Khắc Cần (zh. yuánwù kèqín 圓悟克勤; ja. engo kokugon, 1063-1135) cũng được gọi là Phật Quả, là một Thiền sư Trung Quốc đời Tống, thuộc tông Lâm Tế, hệ phái Dương Kì. Sư nối pháp Thiền sư Ngũ Tổ Pháp Diễn và là thầy của các vị là Hổ Khâu Thiệu Long, Đại Huệ Tông Cảo và Hạt Đường Huệ Viễn. 
Sư là một trong những Thiền sư danh tiếng nhất thời đó và với những môn đệ nói trên, Thiền tông Trung Quốc phất lên như một ngọn đuốc lần cuối trước khi được truyền sang Nhật và bước đến thời kì suy tàn tại bản quốc. Sư nổi danh nhờ biên soạn tập Công án Bích nham lục, một kiệt tác mà ngày nay vẫn còn được rất nhiều người hâm mộ. 

## Cơ duyên và hành trạng
Sư sinh trong một gia đình theo Nho giáo. Sau khi xuất gia, sư chuyên học kinh luận. Một cơn bệnh nguy kịch làm cho sư thấy rõ con đường giác ngộ không nằm trong văn tự. Vì vậy, sư đi thăm viếng nhiều vị Thiền sư. Đến Thiền sư Thắng ở Chân Giác, Thắng chích máu ở cánh tay bảo sư: "Đây là một giọt nước nguồn Tào" (tức là Tào Khê, ám chỉ Lục tổ Huệ Năng). Sư kinh hãi nói: "Đạo vẫn như thế ư?" và ngay ngày hôm sau, sư rời Thiền sư Thắng.
Cuối cùng, sư đến Thiền sư Pháp Diễn ở núi Ngũ Tổ. Mặc dù đã trình hết cơ dụng, sở đắc của mình nhưng Pháp Diễn vẫn không chấp nhận. Sư tức giận – cho rằng Pháp Diễn nói lời bừa bãi xoay chuyển người – bèn bỏ đi. Thiền sư Diễn bảo sư: "Đợi ông mắc bệnh nặng mới nghĩ đến ta."
Sư đến Kim Sơn mắc bệnh thương hàn rất nặng. Nhớ đến lời của Pháp Diễn, sư trở về làm Thị giả. Cơ duyên ngộ đạo của sư như sau:
Mới tham thiền ở đây được nửa tháng, sư gặp một vị quan Đề Hình (cảnh sát) đến Pháp Diễn vấn đạo. Pháp Diễn nhân đây hỏi: "Đề Hình thuở thiếu niên từng học Tiểu diễm thi chăng? Có hai câu hỏi gần nhau 'Cô ấy gọi và gọi, Tiểu Ngọc, nhưng lại chẳng có ý gì, chỉ muốn chàng biết qua lời mình: Em ở đây.' (Tần hô Tiểu Ngọc nguyên vô sự, chỉ yếu Đàn Lang nhận đắc thanh 頻呼小玉元無事秖要檀郎認得聲)".
Đề Hình ứng: "Dạ! Dạ!" Pháp Diễn bảo: "Hãy chín chắn."
Sư nhân nghe cuộc đàm thoại này có chút tỉnh và sau khi vị quan từ biệt, sư hỏi Pháp Diễn xem Đề Hình có hiểu lời dạy chăng.
Pháp Diễn bảo: "Ông ấy chỉ nhận được thanh."
Sư thưa: "Chỉ cốt đàn lang nhận được thanh, kia đã nhận được thanh, vì sao lại chẳng phải?"
Pháp Diễn hỏi: "Thế nào là ý Tổ sư sang?" và tự đáp: "Cây bách trước sân, xem, xem!" sư ngay lúc này triệt ngộ, chạy thẳng một mạch ra sân. Thấy con gà đậu trên lan can vỗ cánh gáy, sư tự bảo: "Đây há chẳng phải thanh" và trở vào thất trình bài kệ (Định Huệ dịch):
| 金鴨香鎖錦繡幃 笙歌叢裏醉扶歸 少年一段風流事 只 許佳人獨自知 | Kim áp hương tiêu cẩm tú vi Sảnh ca tòng lý tuý phù quy Thiếu niên nhất đoạn phong lưu sự Chỉ hứa giai nhân độc tự tri. | Lò hương bên trướng khói vừa tan Say khướt dìu về nhạc vấn vương Một đoạn phong lưu thời trai trẻ Chỉ có giai nhân mới hiểu chàng. |

Mặc dù đã được ấn khả nhưng sư vẫn ở lại hầu đến lúc thầy tịch. Cùng với hai vị Thanh Viễn Phật Nhãn và Huệ Cần Phật Giám, sư – với danh hiệu khác là Phật Quả – được xem là bậc thượng thủ trong thiền lâm thời bấy giờ.
Sư đến thăm vị Cư sĩ danh tiếng bấy giờ là Trương Vô Tận và nhân dịp này, hai người luận về kinh Hoa nghiêm. Nhân lúc bàn luận về Lý sự pháp giới (Hoa nghiêm tông), sư hỏi: "Đây đáng gọi là Thiền chưa?"
Vô Tận đáp: "Chính gọi là thiền." Sư cười bảo: "Chưa phải, còn nằm trong Lượng pháp giới bởi Lượng pháp giới chưa diệt. Nếu đến Sự sự vô ngại pháp giới thì Lượng pháp giới diệt, mới gọi là Thiền. Thế nào là Phật? Cục cứt khô. Thế nào là Phật? Ba cân gai. Thế nên Chân Tịnh (Bảo Phong Khắc Văn) làm bài kệ: 'Sự sự vô ngại, như ý tự tại, tay cầm đầu heo, miệng tụng tịnh giới, đẩy ra phòng dâm, tiền rượu chưa trả, ở ngã tư đường, cởi mở túi vải.'"
Cư sĩ Vô Tận nghe rất khâm phục, nhận sư làm thầy. sư cũng nhận lời mời của Vô Tận trụ trì viện Linh Tuyền ở Giáp Sơn và nơi đây, sư hoàn tất tập công án Bích nham lục, một tác phẩm được xem là tối trọng trong lĩnh vực thiền ngữ.
Sư dạy chúng:
"Bờ ao muôn nhẫn buông thõng tay, cần phải người ấy, cây nỏ ngàn quân khi ấn máy há vì chuột thỏ? Vân Môn, Mục Châu ngay mặt lầm qua, Đức Sơn, Lâm Tế nói đùa ngoài cổng, ngoài ra lập cảnh lập cơ làm hang làm ổ, thế là diệt chủng tộc nhà Phật, một câu độc thoát phải nói làm sao? Muôn duyên thay đổi nào còn việc, tháng năm phòng núi lạnh như băng..."
Niên hiệu Thiệu Hưng thứ năm (1135) tháng tám, sư có chút bệnh, gọi chúng từ biệt và cầm bút viết kệ (Hân Mẫn dịch):
Đã triệt không công
Bất tất lưu kệ
Hãy để ứng duyên
Trân trọng! Trân trọng!
Viết xong, sư ngồi kết già an nhiên thị tịch. Vua Cao Tông sắc phong là Chân Giác Thiền sư.